# Alacón
Alacón ist eine Gemeinde in der Provinz Teruel in der Autonomen Region Aragón in Spanien. Sie liegt in der Comarca Andorra-Sierra de Arcos und hatte am 2024 208 Einwohner.

## Lage
Alacón liegt etwa 75 Kilometer (Luftlinie) in nordnordöstlicher Richtung von der Provinzhauptstadt Teruel und etwa 70 Kilometer (Luftlinie) südsüdöstlich von Saragossa in einer Höhe von ca. 700 m.

## Bevölkerungsentwicklung
| Jahr      | 1970 | 1981 | 1991 | 2001 | 2011 | 2021 |
| Einwohner | 729  | 543  | 527  | 409  | 333  | 234  |

Die Mechanisierung der Landwirtschaft sowie die Aufgabe bäuerlicher Kleinbetriebe und der daraus resultierende Verlust an Arbeitsplätzen haben seit der Mitte des 20. Jahrhunderts zu einer Landflucht geführt.

## Sehenswürdigkeiten
- Kirche Mariä Himmelfahrt
- Maurenturm (Torre de los Moros)

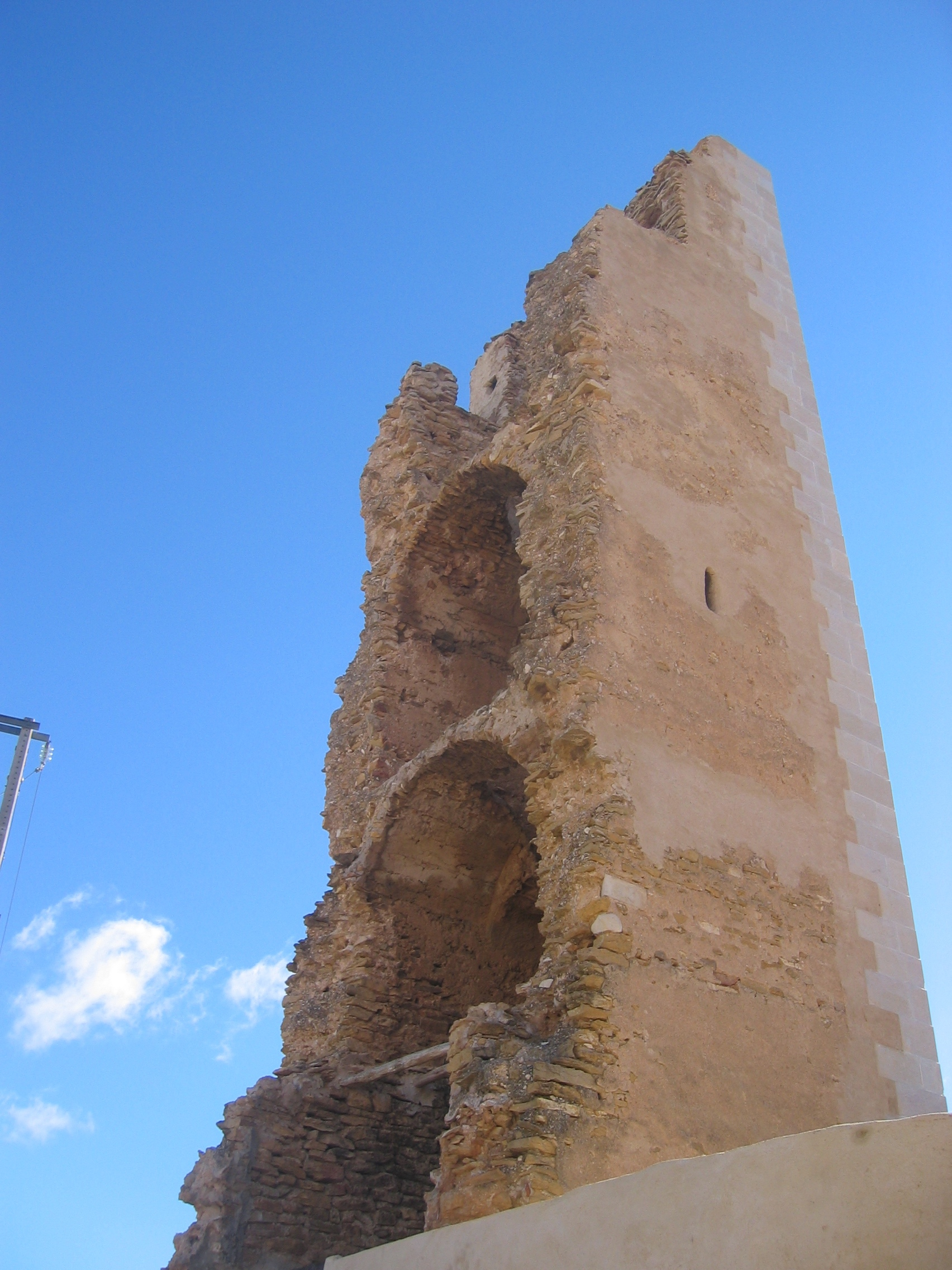
Maurenturm